# Gneo Pompeyo Catulino
Gneo o Cneo Pompeyo Catulino (en latín, Gnaeus Pompeius Catullinus), fue un senador romano del siglo I, que desarrolló su carrera política bajo los imperios de Vespasiano, Tito y Domiciano.

## Carrera política
Su único cargo conocido fue el de cónsul sufecto para el nundinum de noviembre a diciembre de 90, bajo Domiciano,